# Boston Market
Boston Market Corporation, conosciuta come Boston Chicken fino al 1995, è una catena di ristoranti fast casual americani con sede a Golden, in Colorado. È di proprietà del gruppo Rohan.
Boston Market ha la sua maggiore presenza negli Stati Uniti nordorientali e del Midwest, ma ha anche una grande presenza in California, Florida e Texas. A novembre 2020, la catena ha circa 346 ristoranti di proprietà dell'azienda in 28 stati, Porto Rico e Ramstein-Miesenbach, con 14.000 dipendenti. All'inizio degli anni 2000, Boston Market gestiva due sedi a Toronto, in Ontario. All'inizio del 2002, Boston Market è entrata nel mercato australiano, aprendo nove negozi nell'area metropolitana di Sydney fino al 2004, prima di convertire alcuni negozi in McDonald's e uscire dal mercato australiano nello stesso anno a causa delle pressioni competitive. Nel giugno 2016, Boston Market IP Company, Ltd., un'affiliata di Boston Market Corporation, ha firmato un accordo di sviluppo dell'area con Al-Ghunaim Trading Co. Ltd. che aprirà locali di Boston Market in Medio Oriente.

## Storia
Boston Chicken è stata fondata da Steven Kolow e Arthur Cores nel 1985 a Newton, un sobborgo di Boston. La catena si espanse rapidamente all'inizio e alla metà degli anni '90. La società ha accumulato molti debiti per finanziare la sua espansione. La rapida espansione ha permesso all'azienda di creare un flusso costante di entrate da commissioni di sviluppo una tantum e royalties crescenti, ma ha anche aumentato i tassi di interesse sui suoi prestiti di sviluppo. Nel 1998, la società ha dichiarato fallimento ai sensi del Chapter 11. Boston Market è stata acquistata da McDonald's Corporation nel maggio 2000. McDonald's ha acquistato la società per i suoi immobili, ma ha trovato il marchio utile e quindi ha continuato a operare ed espandersi. Nel 2007, McDonald's ha annunciato che stava "esplorando opzioni strategiche" per la filiale. Il 6 agosto 2007, McDonald's ha annunciato l'intenzione di vendere la catena a Sun Capital Partners, una transazione che è stata completata il 27 agosto 2007.
Nel 1995 Boston Chicken è stata rinominata in Boston Market.
Nel 1996, la catena ha lanciato una linea di panini noti come "Boston Carver Sandwiches" che includono pollo, tacchino, prosciutto e polpettone; nel 1997, visto il successo della nuova linea, vengono lanciati i panini "Extreme Carver", farciti con più porzioni delle suddette carni e più formaggio rispetto agli originali. Nel 2005, Boston Market ha anche iniziato a offrire offerte a tempo limitato, come Crispy Country Chicken, un petto di pollo al forno con salsa. Il coregone al forno, l'eglefino o il merluzzo venivano offerti anche il venerdì durante la Quaresima. Il mercato di Boston continua a introdurre nuovi articoli e sapori, come il loro popolare BBQ Ribs, Oven Crisp Chicken e Parmigiano Toscano di pollo Premium Dish. Nell'aprile 2018, il Boston Market ha annunciato che stava ampliando il suo menu per offrire costolette al girarrosto a livello nazionale, tre giorni alla settimana.
Boston Chicken ha creato la catena di caffetterie Einstein Bros. Bagels nel 1995, dopo aver acquisito diverse catene più piccole di panetterie incentrate sui bagel.
Una selezione di articoli a marchio Boston Market è disponibile dall'aprile 1999 in molti supermercati degli Stati Uniti. Nell'aprile 2004, Boston Market ha introdotto prodotti refrigerati da vendere nei supermercati.
Nell'aprile 2020, Sun Capital Partners ha venduto Boston Market al gruppo Rohan come parte di Engage Brands.